# Hilfsgesellschaft
Die Hilfsgesellschaft ist ein Begriff aus den Genfer Konventionen und ihren Zusatzprotokollen. Er bezeichnet im Wesentlichen die nationalen Gesellschaften des Roten Kreuzes oder Roten Halbmondes, aber auch andere Hilfsorganisationen, die als sogenannte "freiwillige Hilfsgesellschaft" im Sinne der Genfer Abkommen (I. Genfer Abkommen, Art. 26) durch ihren Staat anerkannt sind. 
In Deutschland sind das Deutsche Rote Kreuz (DRK), der Malteser Hilfsdienst (MHD) und die Johanniter-Unfall-Hilfe (JUH) als nationale Hilfsgesellschaft durch das Gesetz über das Deutsche Rote Kreuz und andere freiwillige Hilfsgesellschaften im Sinne der Genfer Rotkreuz-Abkommens (DRK-Gesetz, DRKG) anerkannt.
Die Anerkennung des DRK wurde mehrfach ausgesprochen: am 26. Februar 1951 (nach der Neugründung des DRK am 4. Februar 1950), am 27. September 1956 (nach dem Aufbau der Bundeswehr; jetzt mit dem Hinweis "das Deutsche Rote Kreuz, unter ihrer Verantwortung in dem ständigen Sanitätsdienst der Bundeswehr mitzuwirken") und nach erfolgter Wiedervereinigung des DRK am 6. März 1991. Das DRK-Gesetz von 2008 bestätigt lediglich diese Anerkennungen in Gesetzesform. Vorher handelte es sich um Anerkennungen durch Schreiben des deutschen Bundeskanzlers.
Die Anerkennungen des MHD erfolgte ursprünglich im März 1963 und am 25. November 1991. Die JUH wurde am 28. Juni 1962 anerkannt, erneuert am 25. November 1991.
Die Deutsche Gesellschaft zur Rettung Schiffbrüchiger (DGzRS) wurde mit Schreiben des Bundeskanzlers Erhard vom 18. März 1964 unter "Bezugnahme auf Artikel 27 des II. Genfer Abkommens vom 12. August 1949 zur Verbesserung des Loses der Verwundeten, Kranken und Schiffbrüchigen der Streitkräfte zur See (...) als Hilfsgesellschaft" anerkannt und beauftragt, "im Falle eines bewaffneten Konflikts mit allen ihr zur Verfügung stehenden Mitteln zur Bergung von Verwundeten, Kranken und Schiffbrüchigen tätig zu werden."
Behauptungen, der Arbeiter-Samariter-Bund (ASB) und das Technische Hilfswerk (THW), seinen anerkannte Hilfsgesellschaften im Sinne der Genfer Konventionen, können bisher nicht nachvollzogen werden. Sie werden im DRK-Gesetz nicht erwähnt.